# مصدر نيوتروني

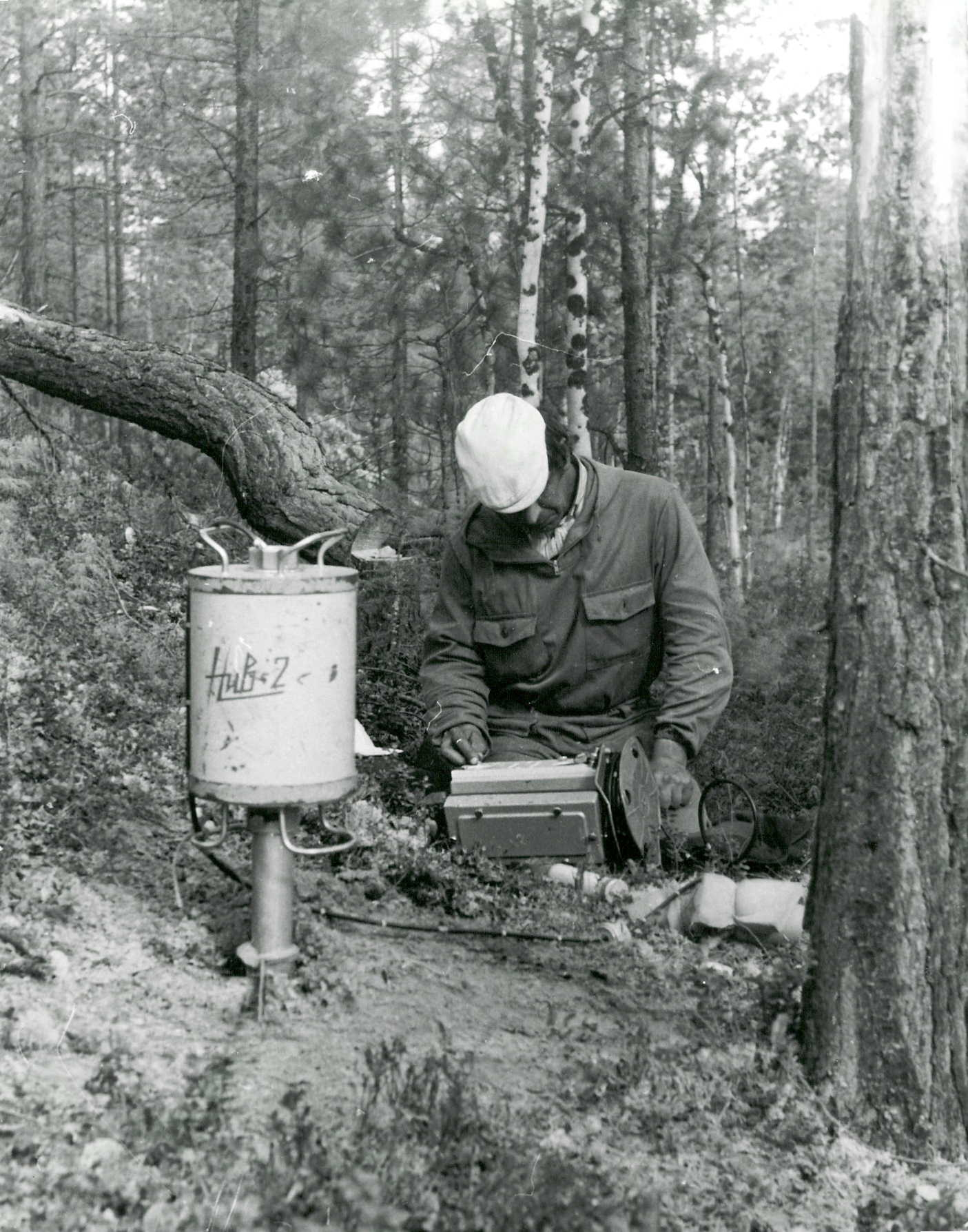
صوره لمصدر نيوتروني تم ايجاده

المصدر النيوتروني هو مصطلح عام يشمل العديد من الأجهزة التي تقوم بعملية قذف النيوترونات- بغض النظر عن التقنية المستخدمة في هذه الأجهزة لإنتاج النيوترونات.
هناك متغيرات عديدة تعتمد عليها طاقة النيوترونات المقذوفة:
- معدل النيوترونات المقذوفة من المصدر
- حجم المصدر
- تكلفة امتلاك وصيانة المصدر
- التعليمات الحكومية المتعلقة بالمصدر

كما تتنوع مجالات استخدامات هذه الأجهزة في العديد من التطبيقات المهمة مثل: الفيزياء، الهندسة، الطب، الأسلحة النووية، استكشاف آبار النفط، البيولوجيا، الكيمياء، الطاقة النووية وصناعات أخرى.
هناك عدة أنواع من مصادر النيوترونات:

## الأجهزة الصغيرة القياس
- النظائر الإشعاعية التي تخضع للانشطار العفوي:

هناك نظائر أحادية معينة تخضع للانشطار العفوي عند انبعاث النيوترونات.النوع المستخدم الشائع من النظائر الحادية المشعة هو النظير الأحادي الإشعاعي المدعو: كاليفورنيوم-252 Californium-252 أو للاختصار نقول: CF-252. ويتم إنتاج CF-252 وغيرها من مصادر النيوترونات المنشطرة عفوياً عن طريق تخصيب اليورانيوم في المفاعل النووي أو أي عنصر عدده الذري شبيه بالعدد الذري لليورانيوم. ولتخصيب اليورانيوم يتم امتصاص النيوترونات في مادة ابتدائية مع منتجات التفاعل المتسلسل؛ فتتحول هذه المادة الابتدائية إلى النظير الأحادي المشع والذي ينشطر عفوياً.
يتراوح قطر مصادر نيوترونات النظير المشع CF-252 النموذجية حوالي 1/4 إنش إلى 1/2 إنش، وطولها 1 إنش إلى 2 إنش.
وعند شراء مصادر نيوترونات CF-252 نموذجية جديدة، فإنها تبتعث ما بين 1× {\displaystyle 10^{7}} إلى 1× {\displaystyle 10^{9}} نيوترون لكل ثانية؛ ولكن بفترة نصف العمر يبلغ 2.6 سنة. ويهبط هذا العدد الهائل من النيوترونات إلى نصف العدد الأصلي في فترة نصف العمر البالغ 2.6 سنة. ويتراوح سعر مصدر نيوترون CF-252 النموذجي من 15.000 دولار إلى 20.000 دولار.
- النظائر الإشعاعية التي تتميز بانحلال حزمة جسيمات ألفا في مصفوفة رتبة Z الخفيضة والأساسية:

ويتم فيه إنتاج النيوترونات عندما ترتطم جسيمات ألفا بأي واحد من العديد من نظائر العناصر وزنها الذري منخفض، بالإضافة إلى البريليوم، والكربون، والأكسجين.
يمكن أن يستخدم التفاعل النووي لبناء مصدر نيوترون عن طريق الممازجة ما بين النظاير الإشعاعي النشاط الذي يبتعث جسيمات ألفا كالراديوم أو البلونيوم مع نظير مشع وزنه الذري منخفض، والذي يكون عادةً على شكل مساحيق مادية.
تتراوح معدلات الابتعاث النموذجية لمصادر النيوترونات ذات تفاعل نوع ألفا من 1× {\displaystyle 10^{6}} إلى 1× {\displaystyle 10^{8}} نيوترون لكل ثانية.
على سبيل مثال: في نموذج مصدر النيوترون نوع ألفا-بريليوم يتوقع أن ينتج تقريباً 30 نيوترون لكل مليون من جسيمات ألفا.
يعتبر فترة الحياة المفيدة لهذه الأنواع من المصادر متغيرأً ذو أهمية بالغة، ويعتمد على نصف العمر للنظير الإشعاعي الذي يبتعث جسيمات ألفا.
كما أن قياس وتكلفة هذا النوع من المصادر مشابه لمصادر الانشطار العفوي.والتراكيب الاعتيادية للمواد تكون إما: بلوتونيوم-بريليوم، أو أمريكيوم-بريليوم، أو أمريكيوم-ليثيوم.
- النظائر الإشعاعية التي تتميز بانحلال يشترك فيه كل من فوتونات الضوء عالية الطاقة مع البريليوم أو الديوتريوم:

يستطيع إشعاع غاما مع الطاقة الفائقة الناتجة عن طاقة الربط النووي بين النيوترون والنواة أن يقذف نيوترون. المعادلتين الآتيتين يوضحان ذلك مع نواتجهما الانحلالية:
بريليوم+ أكثر من 1.7 إلكترون فولت من الطاقة الضوئية --> 1 نيوترون+ 2 هيليوم
تيتيدريوم + أكثر من 2.26 إلكترون فولت من الطاقة الضوئية --> 1 نيوترون+ تيتيدريوم
- مولدات النيوترون ذات صمامات مفرغة محكمة الإغلاق:

يوجد بعض مولدات النيوترون- التي مكونها الأساسي مسرع؛ والتي تعمل بطريقة الاندماج النووي المستحث بين حزم الديتيريوم و/أو تريتيوم (نظير الهيدروجين الذي وزنه الذري 3)الأيونية وأهداف الفلز المهدرج (مركب مؤلف من عنصر هيدروجين وعنصر آخر)والتي تحتوي أيضاً على النظائر المشعة.

## الأجهزة المتوسطة القياس
- أجهزة تركيز البلازما وضغطه:

ينتج مصدر النيوترون بطريقة تركيز البلازما اندماج نووي يمكن توجيهه والتحكم به عن طريق تكوين بلازما كثيفة في جو يحتوي على غاز الديتيريوم المؤين و/أو غاز التريتيوم المؤين، ويتم تسخين الغاز إلى درجات حرارة كافية لخلق الاندماج النووي.
- مسرعات الأيونات الضوئية:

يمكن أن تستخدم مسرعات الجزيئات التقليدية مع مصادر أيون: الهيدروجين، أو الديتيريوم، أو التريتيوم لإنتاج نيوترونات باستخدام أهداف من الديتيريوم، التريتيوم، الليثيوم، البريليوم، وأي مادة من المواد المصنفة في الرتبة الدنيا من الجدول الدوري. وفي المسرعات النموذجية تقوم بعمل سلسلة من العمليات ضمن فروقات جهد في مدى أكبر من 1 إلكترون فولت.
- أنظمة بريمستروهلنج للاندماج النووي/ النيوترون الضوئي العالي الطاقة:

يتم إنتاج النيوترونات أو النيوترونات الضوئية عندما تتكون الفوتونات عرضياً في طاقة الربط النووي لتلك المادة، مسببةً بذلك تغييراً ضخماً جداً في الرنين الجزيئي الثنائي الاستقطاب، ويحدث بعد ذلك إما ابتعاث نيوترون أو انشطار نووي خاضع للتغيير.
عدد النيوترونات المتحررة لكل حدث انشطار نووي يعتمد على المادة.
تبدأ فوتونات الضوء النموذجية بإنتاج النيوترونات عند التفاعل بمحتوى طبيعي بطاقة تتراوح من 7 إلى 40 إلكترون فولت، والذي يعني تسهيلات بالمعالجة الإشعاعية للفوتون بالميجافولت، والذي من الممكن أن ينتج نيوترونات إذا جاز التعبير، وتحتاج درعاً واقياً خاصاً بها.
بالإضافة إلى ذلك، يمكن أن يستحث الإلكترونات بطاقة تفوق 50 إلكترون فولت الرنين الجزيئي الثنائي الاستقطاب والعملاق في الأنوية بواسطة آلية تعكس التحول الداخلي، وهكذا النيوترونات المنتجة باستخدام هذه التقنية مماثلة لتلك النيوترونات الضوئية.

## الأجهزة الكبيرة القياس
- مفاعلات الانشطار النووي

يحتل الاندماج النووي مكانة خاصة داخل المفاعل الذي ينتج كميات كبيرة من النيوترونات ويمكن أن يستخدم مجموعة متنوعة من الأهداف وتشمل توليد الطاقة النووية والتجارب.
- أنظمة الاندماج النووي:

يوجد احتمال كبير باستخدام الاندماج النووي الذي يضم النظائر المشعة الثقيلة لإنتاج كميات كبيرة من النيوترونات. يوجد أنظمة الاندماج النووي ذات القياس الصغير في العديد من الجامعات والمختبرات حول العالم والتي تخدم أغراض البحث العلمي؛ ويشمل الولايات المتحدة، JET في بريطانيا العظمى، والمفاعل النووي الحراري التجريبي الدولي المفتتحة حديثاً في فرنسا.
- مسرعات الجزيء العالي الطاقة:

إن مصدر ابتعاث الجزيئات النووية بالقذف بالإلكترونات هو مصدر عالي التدفق، والذي يتم فيه تسريع البروتونات بطاقة عالية لإصابة المادة الهدف، مستحثةً بذلك على ابتعاث النيوترونات.

## التدفق النيوتروني
في معظم التطبيقات، كلما كان تدفق النيوترون عالياً كان دائماً أفضل (حيث أنه ينقّص الزمن اللازم لإدارة التجربة، والتقاط الصور، إلخ).
أجهزة الاندماج النووي الخبيرة كنوع فيوزر، يولّد 300.000 نيوترون لكل ثانية. تستطيع أجهزة الفيوزر التجارية أن تولد على الترتيب {\displaystyle 10^{9}} نيوترون لكل ثانية، والذي يرتبط بالتدفق المستخدم لأقل من {\displaystyle 10^{5}} نيوترون لكل سم مربع في الثانية؛ يحقق حزم شعاع النيوترون الضخمة حول العالم تدفقاُ أكبر بكثير من القيمة السابقة. حيث تنتج المصادر ذات المسرع الأساس الآن {\displaystyle 10^{1}5} نيوترون لكل سم مربع في الثانية؛ وتولد مصادر ابتعاث الجزيئات النووية المقذوفة بالإلكرتونات أكثر من {\displaystyle 10^{1}7} نيوترون لكل سم مربع في الثانية.

## الروابط الخارجية
- Portable Neutron Generators
- List of Neutron Sources Worldwide نسخة محفوظة 28 نوفمبر 2020 على موقع واي باك مشين.